# Aeroportul Oskemen
Aeroportul Oskemen (IATA: UKK, ICAO: UASK) este un aeroport din Oskemen, Kazahstanul de Est, Kazahstan ce deservește zona Oskemen. Aeroportul a fost tranzitat în 2018 de 393.034 de pasageri. A fost numit după zona deservită.
Situat la o altitudine de 286 m, aeroportul dispune de 2 piste.

## Infrastructură

### Piste
Aeroportul dispune de 2 piste. Pista 12/30 are suprafața de Iarbă și dimensiunile  × . Pista 12/30 are suprafața de asfalt și dimensiunile  × . 